# Кикбоксер (фильм, 1989)
«Кикбо́ксер» (англ. Kickboxer) — американский художественный фильм в жанре боевых искусств с Жан-Клодом Ван Даммом в главной роли.

## Сюжет
Чемпион мира по кикбоксингу Эрик Слоун приезжает в Таиланд, чтобы сразиться с сильнейшим местным бойцом — Тонг По. Перед встречей младший брат и секундант Эрика Курт слышит издалека странные звуки и, заинтересовавшись, ищет их источник. Шокированный Курт видит Тонг По, наносящего удары по бетонной колонне с такой силой, что с потолка падает штукатурка. Курт умоляет брата быть осторожнее или даже вообще отказаться от поединка, но чемпион мира уверен в своей непобедимости. На ринге могучий Тонг По жестоко избивает Эрика. Курт бросает на ринг полотенце, требуя прекратить бой, но Тонг По ломает поверженному Эрику позвоночник и разрывает на куски его чемпионский пояс. Эрик остаётся парализованным и на всю жизнь прикованным к инвалидной коляске.
Курт решает отомстить за брата. Он знакомится с ветераном войны во Вьетнаме Уинстоном Тэйлором, который выводит Курта на старого учителя Зиана, знаменитого мастера по тайскому боксу. В качестве промежуточного экзамена Зиан требует от Курта сломать ударами ноги пальму. Тот возмущается, но Зиан напоминает ему о брате и Тонг По. Курт, разъярившись, выполняет требование, разбив ногу в кровь. Племянница Зиана Мэйли перевязывает Курта, и у них завязывается роман. По мере того, как Курт совершенствуется в боевом искусстве, местные бандиты понимают, что он может победить Тонг По. Они организовывают бой Курта с Тонг По, который проходит по старинным обычаям. Руки бойцов обматывают верёвкой, пропитанной клейким каучуком, и опускают кулаки в ящик с битым стеклом, которое приклеивается к верёвке. Перед боем бандиты выкрадывают племянницу учителя, и Тонг По насилует девушку. Далее бандиты похищают Эрика, и главарь банды — Фредди Ли — требует от Курта, чтобы тот продержался до последнего раунда, но, конечно, позволил победить Тонг По, иначе Эрику не жить.
Курт деморализован. В поединке опытный Тонг По, издеваясь над Куртом, перед каждым раундом показывает, какой ударной поверхностью будет бить соперника. Избив Курта, Тонг По в перерыве между раундами признаётся ему, что изнасиловал племянницу его учителя. Тем временем Зиан и Уинстон Тэйлор расправляются с бандитами и помогают Эрику освободиться, а затем появляются в зале в решающий момент боя. Воспрянувший духом Курт побеждает Тонг По.

## В ролях
| Актёр                   | Роль           |
| ----------------------- | -------------- |
| Жан-Клод Ван Дамм       | Курт Слоун     |
| Деннис Алексио          | Эрик Слоун     |
| Деннис Чан              | Зиан Чау       |
| Мишель Кисси            | Тонг По        |
| Стив Ли                 | Фредди Ли      |
| Рошель Ашана            | Мэйли          |
| Хаскелл В. Андерсон III | Уинстон Тейлор |
| Ричард Фоо              | Тао Лин        |
| Африка Чу               | курьер         |
| Джоан Вонг              | жена Тао Лю    |
| Рикки Лю                | Большой Таец   |